# Fasciospongia chondrodes
Fasciospongia chondrodes är en svampdjursart som först beskrevs av de Laubenfels 1954.  Fasciospongia chondrodes ingår i släktet Fasciospongia och familjen Thorectidae. Inga underarter finns listade i Catalogue of Life.